# 宇宙人の侵略

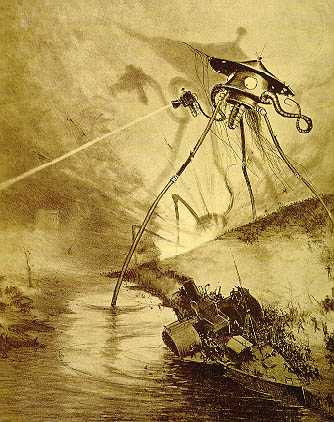
火星から地球に攻めてくる宇宙人たち。H・G・ウェルズの代表的な宇宙人侵略小説『宇宙戦争』よりアルヴィン・コレア画

宇宙人の侵略（うちゅうじんのしんりゃく、英語: Alien invasion）、あるいは宇宙からの侵略（うちゅうからのしんりゃく、英語: space invasion）とは、地球外生命体による地球への攻撃や侵略のことで、SF小説やSF映画でよく見られる設定・展開である。

## 解説
H・G・ウェルズの代表的な宇宙人侵略小説『宇宙戦争』によって拡がった侵略文学のSFサブジャンルと考えることもできる。
ただし、専門家は、地球外生命体による実際の地球侵略の見込みについて、時間と資源に膨大なコストがかかるため、極めて低いと考えている。そのため、宇宙人の侵略はあくまでもフィクション的な要素が強い。

### 目的
その目的としては、地球人類の生活を破壊することによる以下のような例が挙げられる。
- 人間を駆逐して取って代わる
  - 派生として、征服した惑星を他の異星人へ売りつけるケースもある
- 人間を奴隷化したり、寄生先として利用する
- 食料やエネルギー源として地球の生物を収穫する
- 人間の宇宙開発を妨害・阻止する
- 地球の資源を盗む
- 地球を完全に破壊する

## 原点

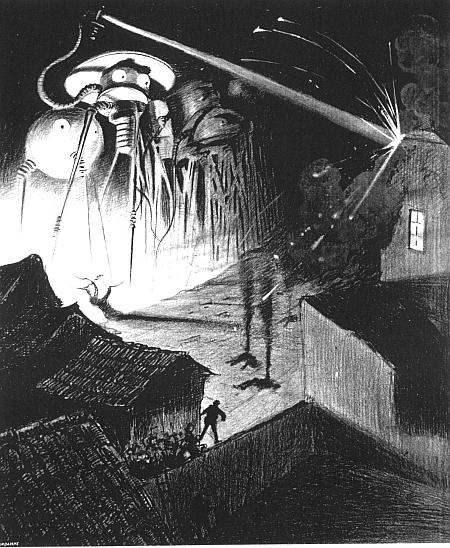
H・G・ウェルズの『宇宙戦争』でイギリスの町を破壊する火星人の戦争マシン

1892年、オーストラリアの聖職者であるRobert Potterがロンドンで『The Germ Growers』を出版した。その本では、人間の姿をした異星人が秘密裏に地球を侵略しつつ、世界征服のために感染性のある病気を開発しようとする様子が描かれている。この作品は広く一般に読まれることはなかったので、圧倒的に商業的な成功を収めた、H・G・ウェルズの小説の方が結果的に宇宙人侵略物語の代表作として一般的に信じられている。
1898年、ウェルズは、高度な兵器を装備した火星人によるビクトリア朝イングランドの侵略を描いた『宇宙戦争』を発表した。今では宇宙人侵略物語の代表作とされている『宇宙戦争』でもって、ウェルズは、惑星間や種族間での戦争や外宇宙とのファーストコンタクトなど、後に20世紀のSF作家によって大きく拡張されることとなる地球外生命体のテーマを確立したと評価されている。しかし、実際には『宇宙戦争』が出版される以前にも、異星人や異星人の侵略に関する物語は存在した。
ウェルズは、『宇宙戦争』の中で、宇宙人の侵略という物語における別の結末をすでに提案していた。主人公である語り手が2度目に砲兵に会ったとき、砲兵は、人類が下水道やトンネルの地下に隠れてゲリラ戦を行い、何世代にもわたって火星人と戦い、やがて火星の兵器技術を複製する方法を研究して何とか手に入れた後で、侵略者を撃破して地球を取り戻すという未来を想像していた。
この小説の出版から6週間後、ボストン・ポスト紙は『宇宙戦争』の無許可の続編として、侵略者の立場を逆転させた別の宇宙人侵略物語を発表した。ギャレット・P・サービスが書いた『エジソンの火星征服』は、有名な発明家であるトーマス・エジソンが宇宙船を開発し、火星人の本拠地へと反撃に出る様子を描いたSF冒険小説である。この作品は実際には『宇宙戦争』を改稿し無断転載した作品『火星からの戦士』の続編であったが、両作品ともに1898年のボストン・ポスト紙に初掲載されていたという因縁があった。
『宇宙戦争』は、ヒューゴー・ガーンズバックがアメージング・ストーリーズ誌で築いたSFの黄金時代の翌年となる1927年にアメリカで再版された。この時代の重要な編集者であり、定期的に短編小説を執筆していたジョン・W・キャンベルも、1930年代にいくつかの宇宙人が侵略する筋書きの物語を発表した。その後、アイザック・アシモフやアーサー・C・クラーク、クリフォード・D・シマック、さらに1951年に『人形つかい』を書いたロバート・A・ハインラインなど、多くの有名なSF作家が後に続くことになった。

## バリエーション

### 宇宙人の潜伏
宇宙人の侵略をテーマにした作品のなかで、宇宙人の潜伏は、おなじみのバリエーションである。潜伏をメインとした筋書きでは、侵略者は通常、人間に擬態することで、人間社会の中を何不自由なく動き回り、司令塔となる人物をコントロールすることさえできるようになる。その目的は、秘密裏に地球に潜伏することで静かに着実に世界を支配するため（映画『ボディ・スナッチャー/恐怖の街』）か、宇宙人の通常軍による本格的な侵略に備えて地球人類側の「抵抗力を弱める」ための先行偵察・事前工作（TVシリーズ『ファースト・ウェイブ』）かのどちらかである。この種の侵略は、冷戦時代のアメリカ国民が抱いていた共通の恐怖、特に共産主義者の工作員が自分たちの身近な場所にすでに潜伏しているかもしれないという恐怖を表していた。

### 有益な宇宙人との邂逅

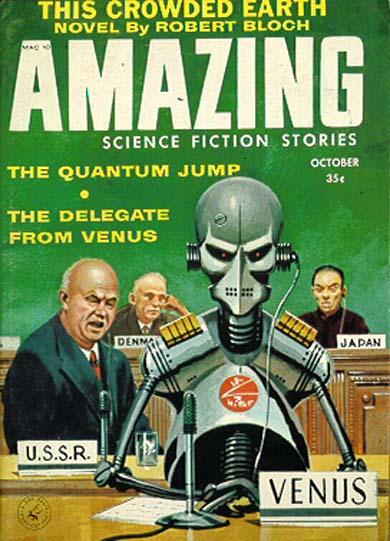
ヘンリー・スレッサーによる、1958年の小説『The Delegate from Venus』では、宇宙人のロボットが、地球人が平和に暮らすことを学ばなければ、地球は滅亡すると警告している。

このテーマは、稀にフィクションでも扱われることがある。この種の物語では、侵略者は、リトル・グレイマン/リトル・グリーンマンの責務のようなものとして、自分たちの文化を広めようと地球を植民地化しようとしたり、先住民である「野蛮な」地球民族を「文明化」したりしようとする。あるいは密かに地球人を監視して、自然破壊や戦争などで自らの手で滅びかねない地球人に救いの手を差し伸べようとする。前者のテーマは敵対的な相手国を占領するという類いのフィクション作品と多くの特徴を共有しているが、侵略宇宙人は占領した民族を臣下や奴隷ではなく、学ぼうとする者や対等の立場として扱う傾向がある。後者の秘密の監視者というテーマは、父性的/母性的なテーマである。そのようなテーマのフィクション作品では、宇宙人が地球人の自滅を防ぐために、地球人類側の問題に介入してくる。例えば、『地球の静止する日』のクラトゥとゴートは、地球の指導者たちに、戦争的なやり方をやめて他の宇宙文明と一緒になるよう説得し、そうしなければ自滅するか、星間連合によって滅ぼされることになると警告した。また、他にも、ジーン・ロッデンベリー原作の映画『人造人間クエスター』（1974年）や、『宇宙大作戦』のシーズン2第26話「宇宙からの使者 Mr.セブン」（1968年）、アーサー・C・クラークの小説『幼年期の終り』、映画『メッセージ』（2016年）、デイヴィッド・ブリンの知性化シリーズなどがある。

### 人類による侵略
似たような展開として、地球人が地球外生命体を侵略したり攻撃したりする「宇宙人」侵略者側の役割で描かれることもある。例えば、フレドリック・ブラウンの短編小説『Sentry』（1954年、この作品内で描かれている「宇宙人」は、最後に地球人であると説明される）や、ビデオゲーム『ファンタシースターII 還らざる時の終わりに』（1989年）、レイ・ブラッドベリの小説『火星年代記』、『ウォーハンマー40,000』ユニバースにおける「the Imperium of Man」、ロバート・シルヴァーバーグの『Invaders from Earth』、オースン・スコット・カードのSF小説『エンダーのゲーム』などが挙げられ、映画では『Battle for Terra』（2007年）や、『プラネット51』（2009年）、『アバター』（2009年）、『少年マイロの火星冒険記3D』（2011年）などがある。